# Egypt na Letních olympijských hrách 1984
Egypt se účastnil Letní olympiády 1984 v americkém Los Angeles v 17 sportech. Zastupovalo ho 114 sportovců (108 mužů a 6 žen).

## Medailové pozice
| Medaile | Jméno          | Sport | Disciplína                 |
| ------- | -------------- | ----- | -------------------------- |
| Stříbro | Mohamed Rašván | Judo  | muži bez rozdílu hmotnosti |